# Cabo Mondego

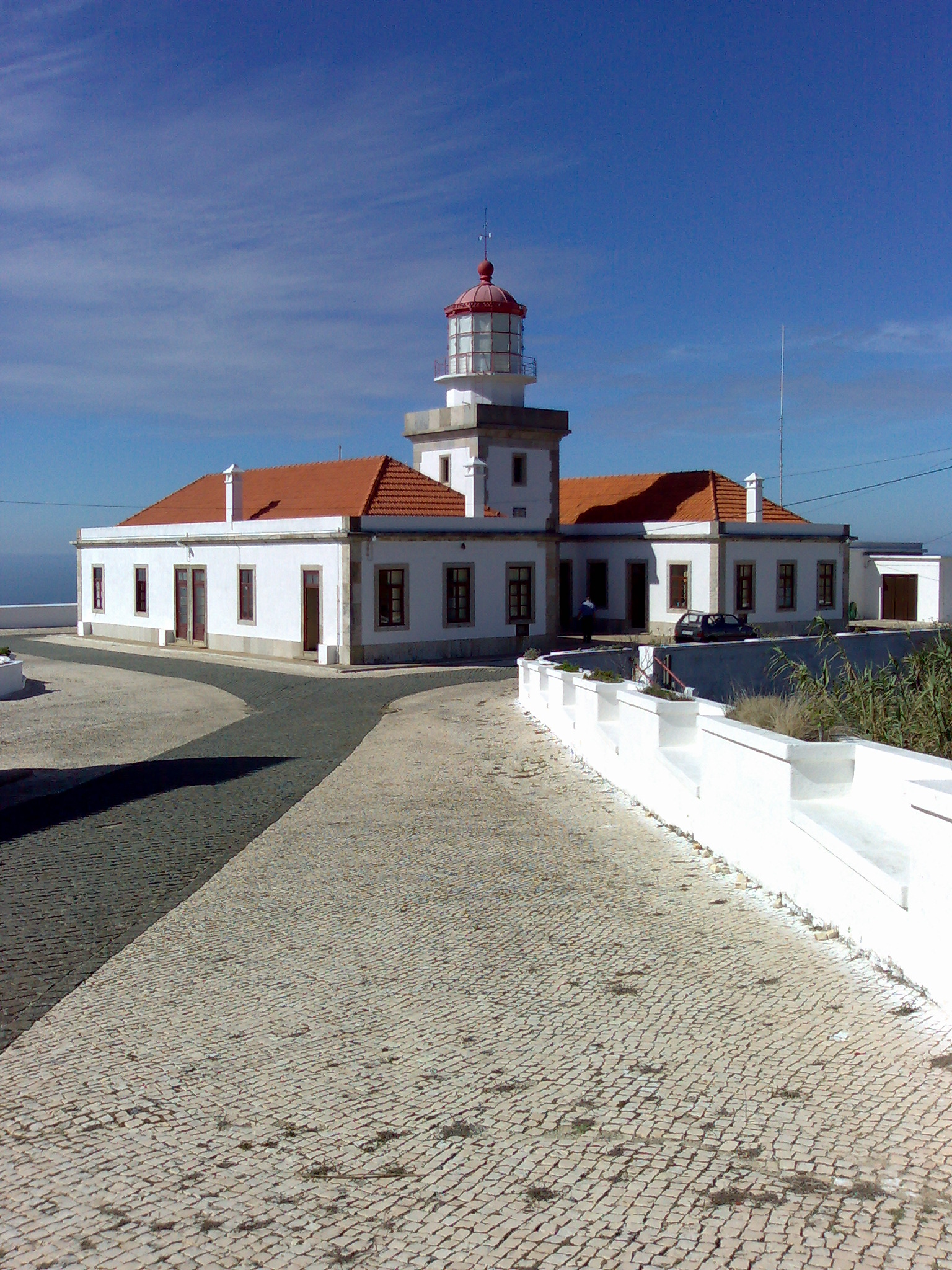
Der Leuchtturm des Cabo Mondego

Das Cabo Mondego ist eine Landspitze oder Kap mit einem Leuchtturm an der portugiesischen Atlantik-Küste. Es befindet sich im Kreis Figueira da Foz, westlich der Stadt Coimbra, nördlich der Mündung des Mondego-Flusses. Es wurde am 3. Oktober 2007 zum Naturdenkmal erklärt.
Das Kap wurde bereits aufgenommen in die Liste der Global Boundary Stratotype Sections and Points, als Anschauungsbeispiel für das mittlere Jura. Des Weiteren läuft ein Antrag auf Anerkennung als UNESCO-Welterbe.
In Konflikt zu diesen Bemühungen stehen die wirtschaftlichen Interessen der Cimpor, die hier Kalkstein zur Herstellung von Calciumoxid bricht. Bis in die 70er Jahre wurde hier Kohle abgebaut.
Vom Kap Mondego steigt das Naturschutzgebiet Serra da Boa Viagem an, bis es seine maximale Höhe von 261,88 Metern erreicht.

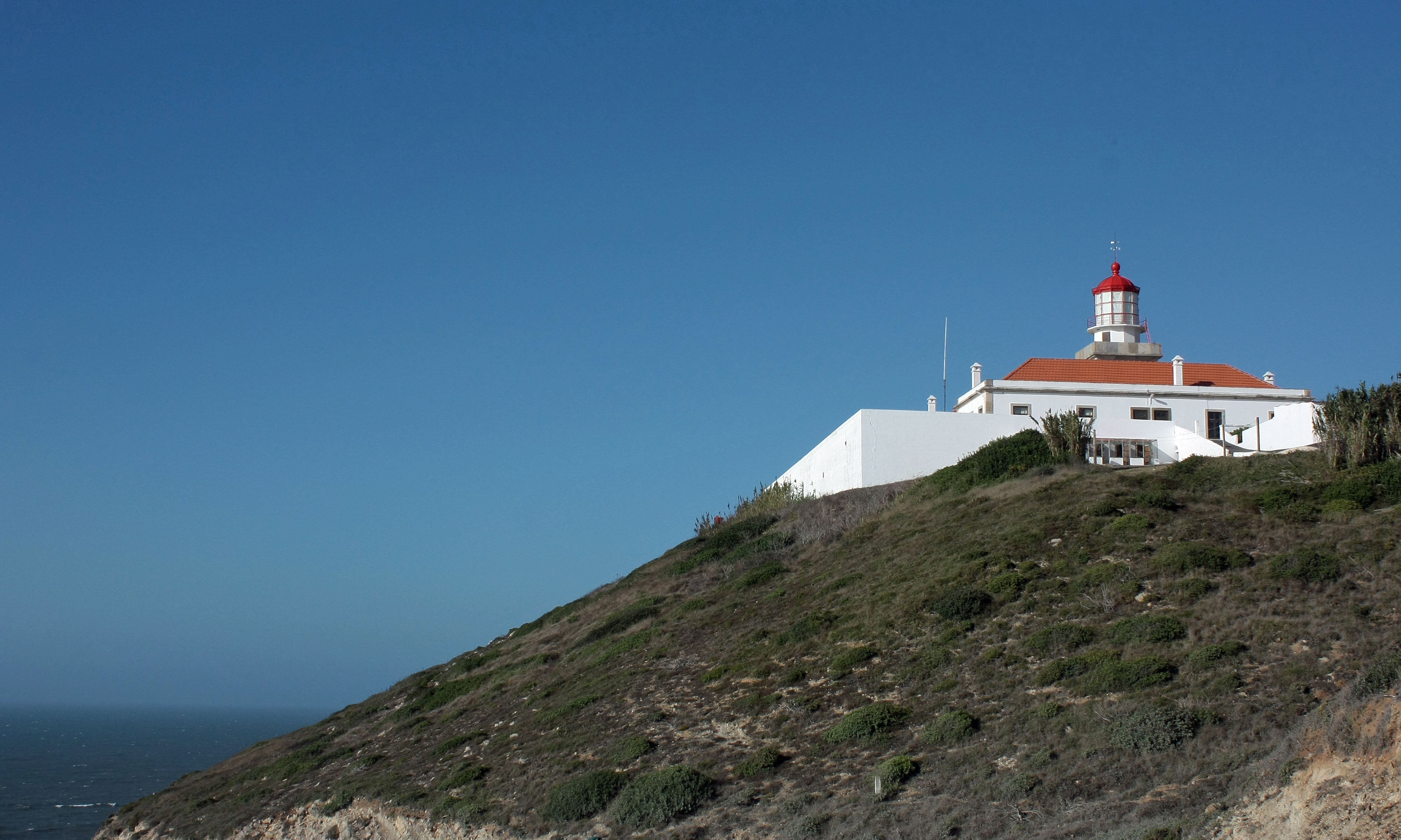
Cabo Mondego

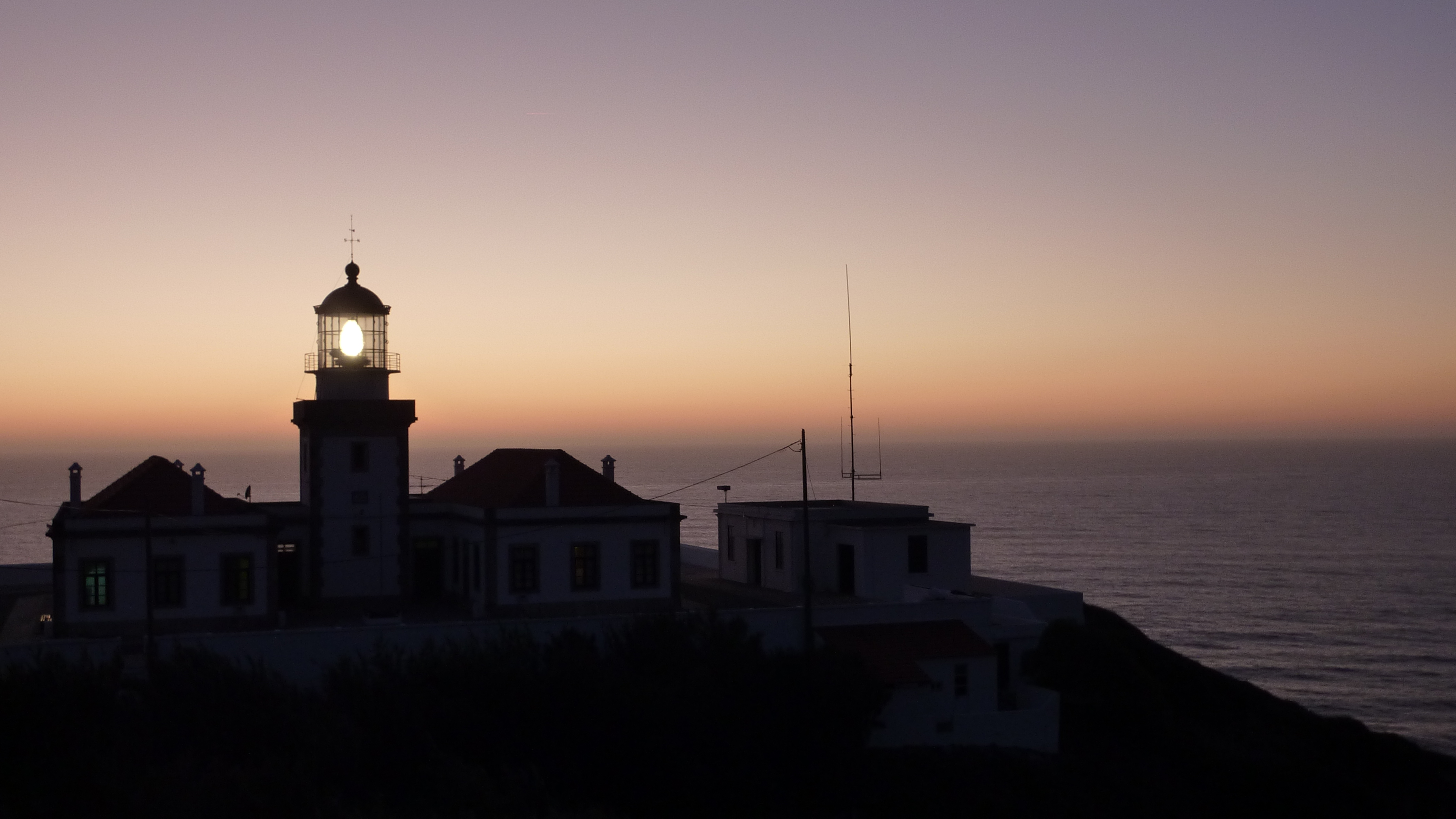
Abenddämmerung am Cabo Mondego

Koordinaten: 40° 11′ 28″ N, 8° 54′ 19″ W